# Termas de Agripa
Termas de Agripa (em latim: Thermae Agrippae) foi uma terma romana construída por Marco Vipsânio Agripa no Campo de Marte, a primeira da cidade.

## História
Em sua planta original, completada em 25 a.C., havia apenas uma espécie de sauna com um piscinas de água fria, conhecida como "laconian sudatorium or gymnasium". Quando a Água Virgem foi completada, em 19 a.C., as termas receberam um fornecimento constante de água e foi construída uma grande piscina a céu aberto (Stagnum Agrippae).
Entre a inauguração e a morte de Agripa, a entrada para cidadãos romanos era cobrada (um quadrante). Ao morrer, em 12 a.C., Agripa deixou as termas para os cidadãos de Roma utilizarem livremente em troca de uma doação de várias terras para Augusto, o que deu origem a primeira das grandes termas públicas imperiais.
As Termas de Agripa foram danificadas juntamente com várias outras estruturas na região num grande incêndio em 80, mas foram restaurados logo depois por Domiciano. Anos mais tarde, a estrutura foi ampliada por Adriano. No século IV, novas reformas por ordem dos imperadores Constâncio II e Constante. Sidônio Apolinário menciona que as termas ainda estavam em uso no século V.

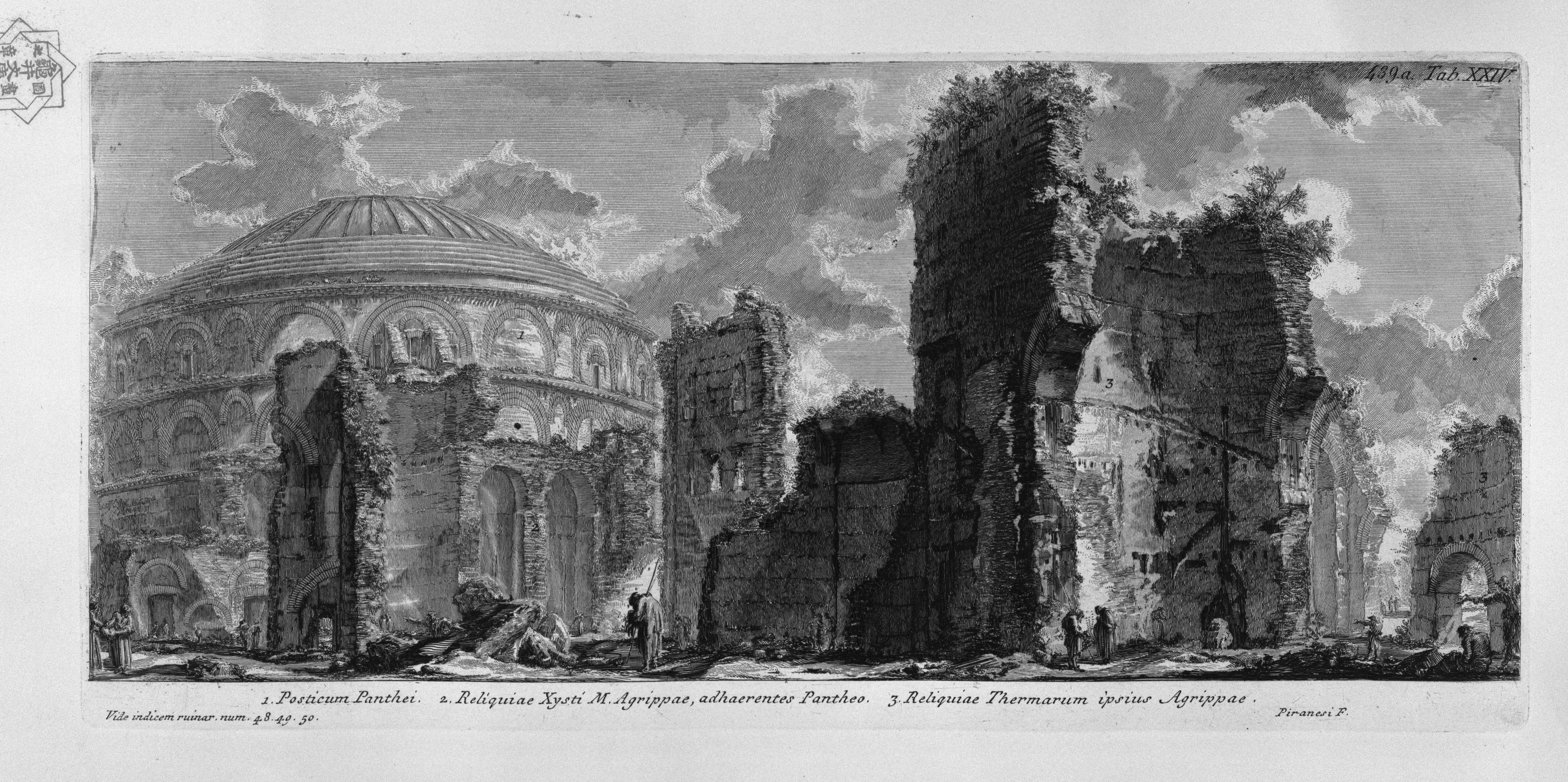
Gravura de Giovanni Battista Piranesi (1762).

Em 599, o papa Gregório, o Grande, transformou as termas em um convento. No século VII, a estrutura, que já não podia mais ser utilizada por que os aquedutos romanos haviam sido cortados na década de 530 pelos ostrogodos), serviu de fonte de materiais de construção, mas grande parte do edifício ainda estava em pé no século XVI, quando Baldassare Peruzzi e Andrea Palladio fizeram desenhos detalhados das ruínas.
Atualmente, apenas parte da parede circular da rotunda permanece em pé.

## Estrutura e localização
O que se sabe da estrutura e da localização das Termas de Agripa está baseado num pequeno fragmento do Plano de Mármore descoberto em 1900 e também nos desenhos realizados no século XVI das ruínas ainda existentes na época. Parte do programa de obras de Agripa, as termas foram construídas no Campo de Marte juntamente com Panteão original. A área coberta pela estrutura tinha aproximadamente 110 metros no eixo norte-sul e 90 metros no leste-oeste. Assim como os outros edifícios deste programa, as termas eram rodeadas por jardins.
Havia uma grande rotunda (cujas ruínas são conhecidas como Arco Della Ciambella) na face norte do edifício com 25 metros de diâmetro, visível em rascunhos encontrados no século XVII. Acredita-se que o local era um ponto de encontro para os banhistas. A área a oeste da rotunda evidenciam a existência de um sistema de hipocausto e diversos tijolos de terracota indicam a existência de várias salas aquecidas.
Finalmente, as termas eram decoradas com tijolos de terracota esmaltada, pinturas e com o Apoxiomeno de Lísipo na entrada.

## Localização
| Planimetria do Campo de Marte central |
| --- |
| Termas de Nero Estádio de Domiciano Panteão Basílica de Netuno Termas de Agripa Estagno ? Odeão de Domiciano Ínsulas da época de Adriano Galpões militares? Galpões militares? Galpões militares? Septa Júlia Diribitório Pórtico dos Deuses Água Virgem Arco de Cláudio Pórtico de Vipsânia Quartel da I coorte dos vigiles Iseu Templo de Minerva Calcídica Altar de Marte Via Flamínia Via Flamínia Templo de Adriano Templo de Matídia Teatro de Pompeu Templos do Largo Argentina Pórtico de Minúcio Coluna de Marco Aurélio T. de M. Aurélio e Faustina (?) Arco de M. Aurélio (?) Coluna de Antonino Pio Ustrino de Faustina Maior Ustrino de Faustina Menor Via Reta Pórtico e Templo de Bom Evento Pórtico de Pompeu Arco Novo Pórtico de Meleagro Pórtico dos Argonautas Piazza della Rotonda Vila Pública |